# ペーター・ファンペテヘム

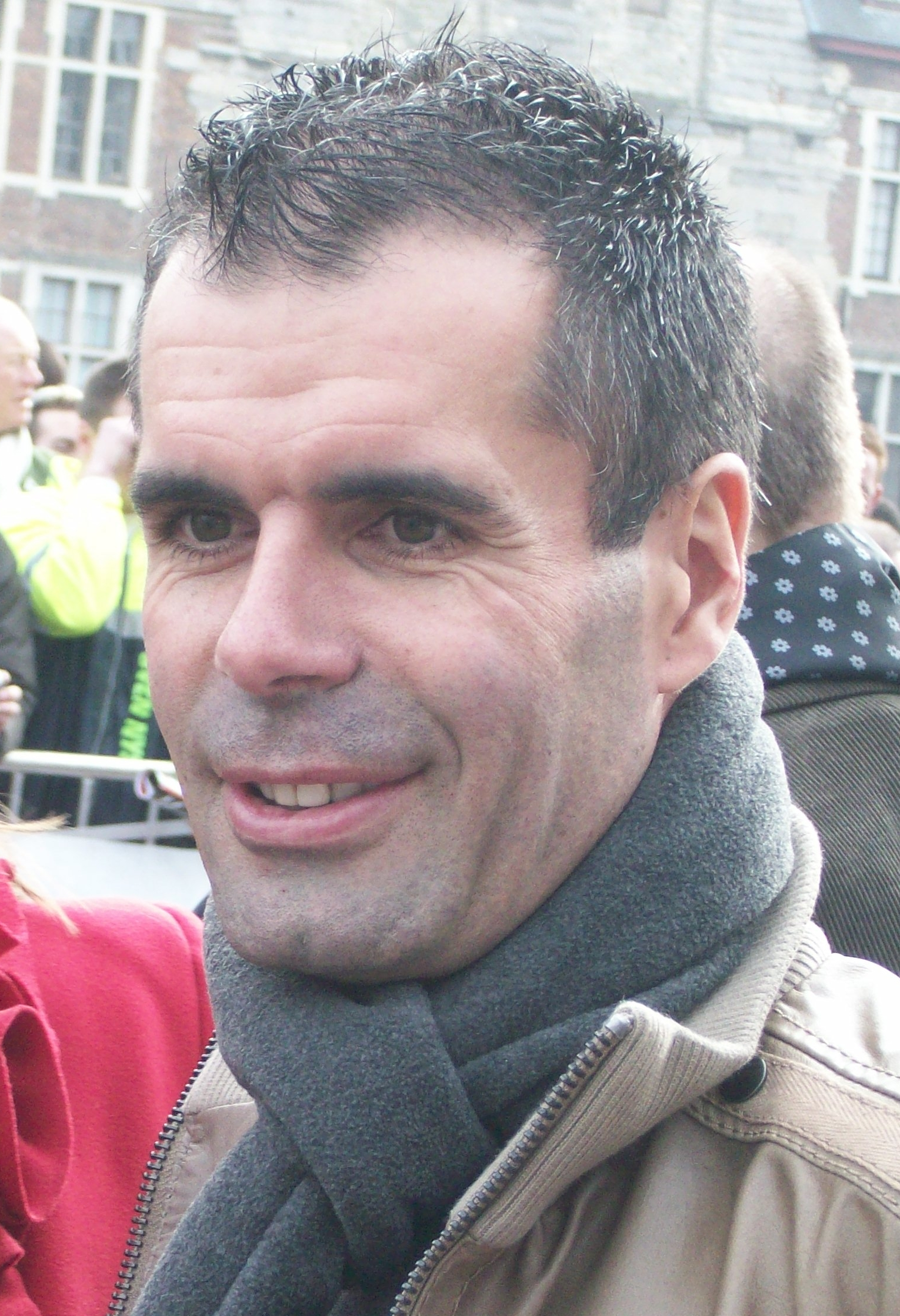
ペーター・ファンペテヘム

ペーター・ファンペテヘム（Peter Van Petegem、1970年1月18日 - ）は、ベルギー、ブラケル出身の元自転車競技（ロードレース）選手。
1992年から2007年までの間、主にクラシックで活躍。モニュメントについては、ロンド・ファン・フラーンデレン2回（1999年、2003年）、パリ〜ルーベ1回（2003年）の優勝実績がある。
息子のアクサンドルがユンボ・ヴィスマのディベロップメントチームに所属している。

## 主要優勝実績
- ロンド・ファン・フラーンデレン……1999年、2003年
- パリ〜ルーベ……2003年
- スヘルデプライス……1994年
- オムロープ・ヘット・フォルク……1997年、1998年、2002年
- E3プライス・フラーンデレン……1999年
- デ・パンネ3日間…1999年、2002年